# Rodenäs
Rodenäs (północnofryz. Runees, Rornees; duń. Rødenæs) – gmina w Niemczech w kraju związkowym Szlezwik-Holsztyn, w powiecie Nordfriesland, wchodzi w skład Związku Gmin Südtondern.